# Laufferiella
Laufferiella (лат.) — род тахин подсемейства Tachininae из трибы Tachinini.

## Описание
Мухи длиной тела 11—16 мм с выступающим лицом. Лоб широкий в 1,7 (самцы) или 2,1 (самки) раза шире глаза. Большая часть головы глиняно-жёлто-рыжая. На орбитах 2—3 щетинки. Грудь чёрно-бурая. Боковые части среднеспинки и щиток — коричнево-рыжие. Бёдра и лапки преимущественно чёрно-бурые. Первый членик лапок передних и средних ног коричневато-рыжий. У самцов коготки на лапках передних ног немного длиннее их последнего членика, у самок они короче. Брюшко немного сплюснуто, коричневато-красно-рыжее. По середине тергитов проходит чёрная полоса. Низ брюшка — коричневый с 2—3 рядами щетинок.

## Биология
Биология и экология слабо изучена. Мухи летают весной (Laufferiella elegans, Laufferiella nigrescens) или осенью (Laufferiella steini). Имаго Laufferiella elegans выводилось из серой зерновой совки, хотя, возможно, она является случайным хозяином.

## Классификация
В состав рода включают 3 вида.
- Laufferiella elegans Villeneuve, 1929
- Laufferiella nigrescens Tschorsnig, 1979
- Laufferiella steini (Zimin, 1931)

## Распространение
Представители рода встречаются Туркмении, Казахстане, Иране, Передней Азии (Израиль) и Северной Африке (Тунис).